# Praivenjaure
Praivenjaure är en sjö i Krokoms kommun i Jämtland och ingår i Indalsälvens huvudavrinningsområde. Sjön har en area på 0,107 kvadratkilometer och ligger 637,8 meter över havet. Praivenjaure ligger i Gråberget-Hotagsfjällen Natura 2000-område. Sjön avvattnas av vattendraget Fälpvattsån.

## Delavrinningsområde
Praivenjaure ingår i det delavrinningsområde (711683-144732) som SMHI kallar för Mynnar i Stor-Fulvurn. Medelhöjden är 671 meter över havet och ytan är 5,01 kvadratkilometer. Det finns ett avrinningsområde uppströms, och räknas det in blir den ackumulerade arean 12,97 kvadratkilometer. Fälpvattsån som avvattnar avrinningsområdet har biflödesordning 3, vilket innebär att vattnet flödar genom totalt 3 vattendrag innan det når havet efter 293 kilometer. Avrinningsområdet består mestadels av skog (92 procent). Avrinningsområdet har 0,11 kvadratkilometer vattenytor vilket ger det en sjöprocent på 2,1 procent.